# Teatro Comunale (Syracuse)
Pour les articles homonymes, voir Teatro comunale.
Le Théâtre Municipal de Syracuse (en italien : Teatro comunale di Siracusa) est un bâtiment situé sur l'île d'Ortygie dans le vieux centre de Syracuse en Sicile. Il a été inauguré en 1897, est resté en activité jusqu'en 1962 date à laquelle il a été fermé pour travaux d'entretien, et a officiellement rouvert pour des spectacles le 26 décembre 2016.

## Histoire
C'est Tommaso Gargallo qui a suggéré l'emplacement du nouveau théâtre de Syracuse dans ce qui était le Palazzo Bonanno Filangieri dei Principi di Cattolica et l'église et le monastère de l'Annunziata, et avec la loi du 7 juillet 1866, la zone susmentionnée a été vouée à la démolition.

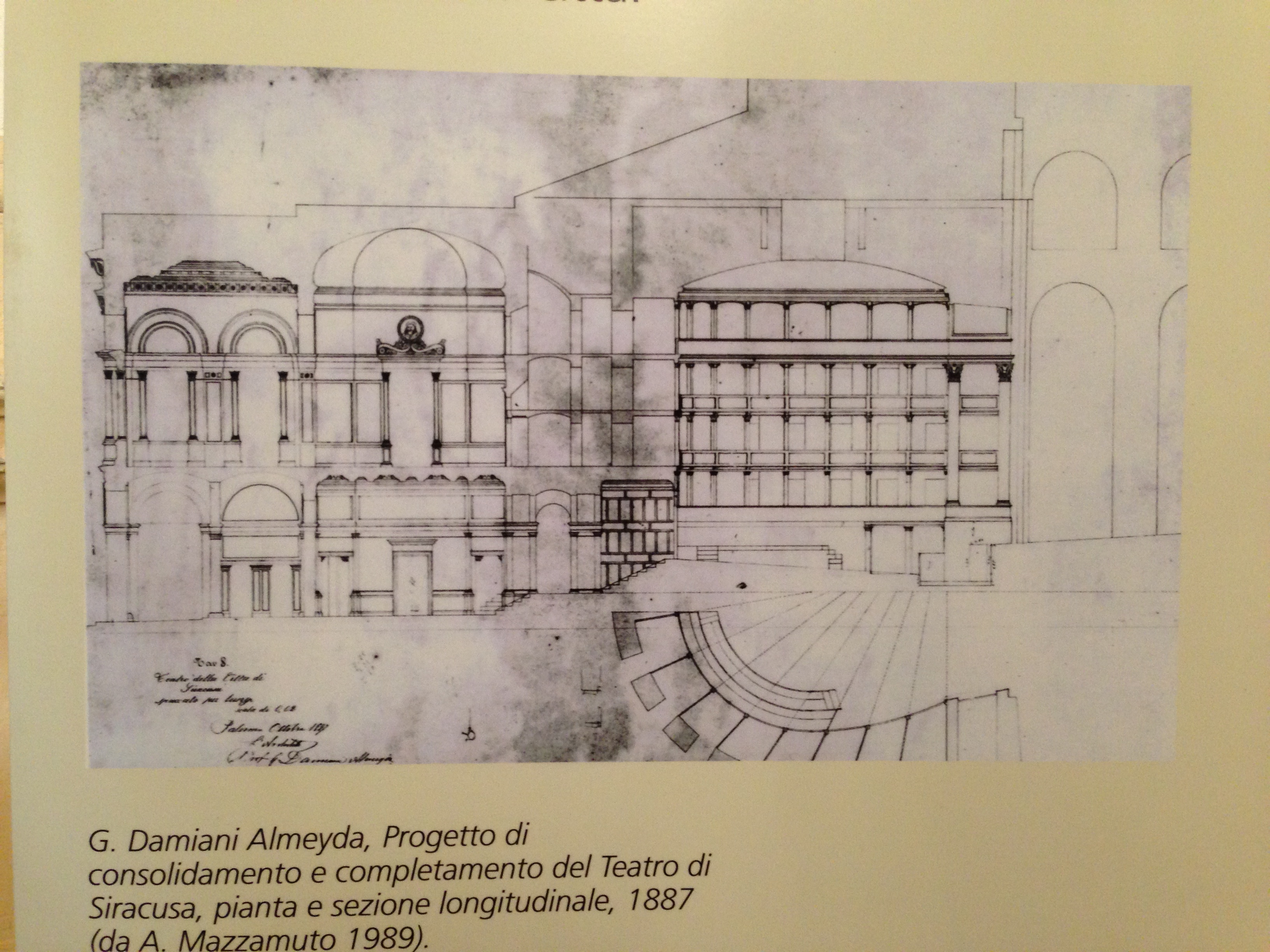
Le projet d'Almeyda de 1887 représentant la composition actuelle du théâtre

La construction du théâtre remonte au 14 mars 1872, date de la pose de la première pierre. Les travaux ont été commandés par le maire Alessandro Statella à l'ingénieur militaire Antonino Breda. Les matériaux utilisés pour la construction étaient les mêmes que ceux issus de la démolition des bâtiments. Mais bientôt, les travaux ont été interrompus car l'élévation nord était dissymétrique donc la Municipalité a demandé de démolir et de refaire l'aile défectueuse. En 1875, l'ingénieur Giambattista Basile prend la relève et propose des modifications.
Trois ans plus tard, en raison de la renonciation à celui-ci, l'architecte Giuseppe Damiani Almeyda - auteur du Théâtre Politeama de Palerme - a été nommé pour réaliser les expertises. Il proposa de démolir ce qui avait été construit jusque-là. Ainsi naquit un long contentieux judiciaire qui n'aboutit au début des travaux qu'en 1887 (après dix ans d'expertises). Les travaux ne se termineront que le 15 mai 1897 avec l'inauguration du théâtre avec le Faust de Gounod.
En 1952, le théâtre a subi une modernisation, mais en 1957 après la représentation de Il Trovatore de Verdi, La Bohème de Puccini, La Cavalleria Rusticana de Mascagni, I Pagliacci de Leoncavallo et Lucia di Lammermoor de Donizetti, il a été fermé en raison de la démolition du Palazzo Barresi, à côté de la structure. La reconstruction ultérieure du nouveau Palazzo Pupillo a causé de graves problèmes statiques et à partir de ce moment, le théâtre a cessé ses activités. En fait, le théâtre a été actif jusqu'en 1962, utilisé uniquement pour des spectacles en prose.

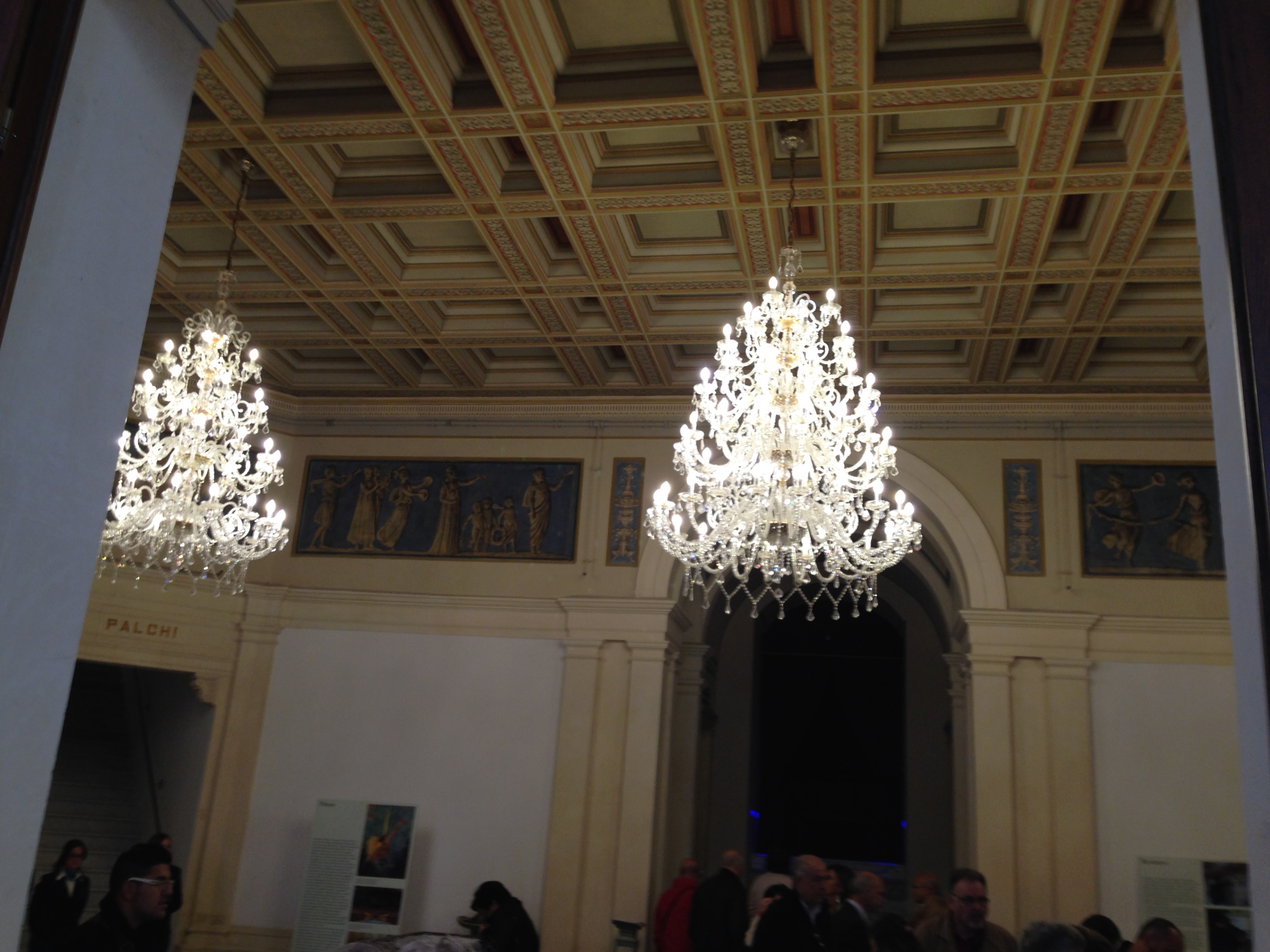
Les deux lustres offerts par Dolce & Gabbana

Au fil des ans, une série de travaux de restauration ont eu lieu sur la structure, le mobilier, les intérieurs et les décorations. Les travaux s'alternent sans toutefois parvenir à un véritable aboutissement du fait des difficultés à trouver des financements. La dégradation des intérieurs a entraîné des travaux de restauration des parties picturales, scènes et voûtes entre 1999 et 2000. Puis jusqu'en 2002 d'autres travaux de consolidation. En 2010, la municipalité a contracté un emprunt pour achever les systèmes d'électricité et d'eau. A ce jour, l'ouvrage est terminé mais le système de lutte contre l'incendie est endommagé, ce qui a entraîné un litige avec l'entreprise.
Le 8 octobre 2013, le théâtre, bien que non encore accessible, a accueilli une soirée pour l'inauguration d'une publicité télévisée Dolce & Gabbana . À la suite de cet événement, les deux stylistes ont offert au théâtre deux lustres de Murano placés à l'entrée et ont dépensé 20 000 € .
Le 8 juillet 2015, la structure est devenue accessible aux visites à la suite du transfert des droits de gestion à la société ERGA .
Le 26 décembre 2016, la réouverture du théâtre est enfin inaugurée (après 54 ans de fermeture) avec un concert et un programme d'animations.
Le 15 décembre 2018, un éclair frappe le théâtre provoquant la chute de tuiles et brûlant tout le système électrique, conduisant à l'annulation des spectacles prévus les jours suivants.

## Théâtre

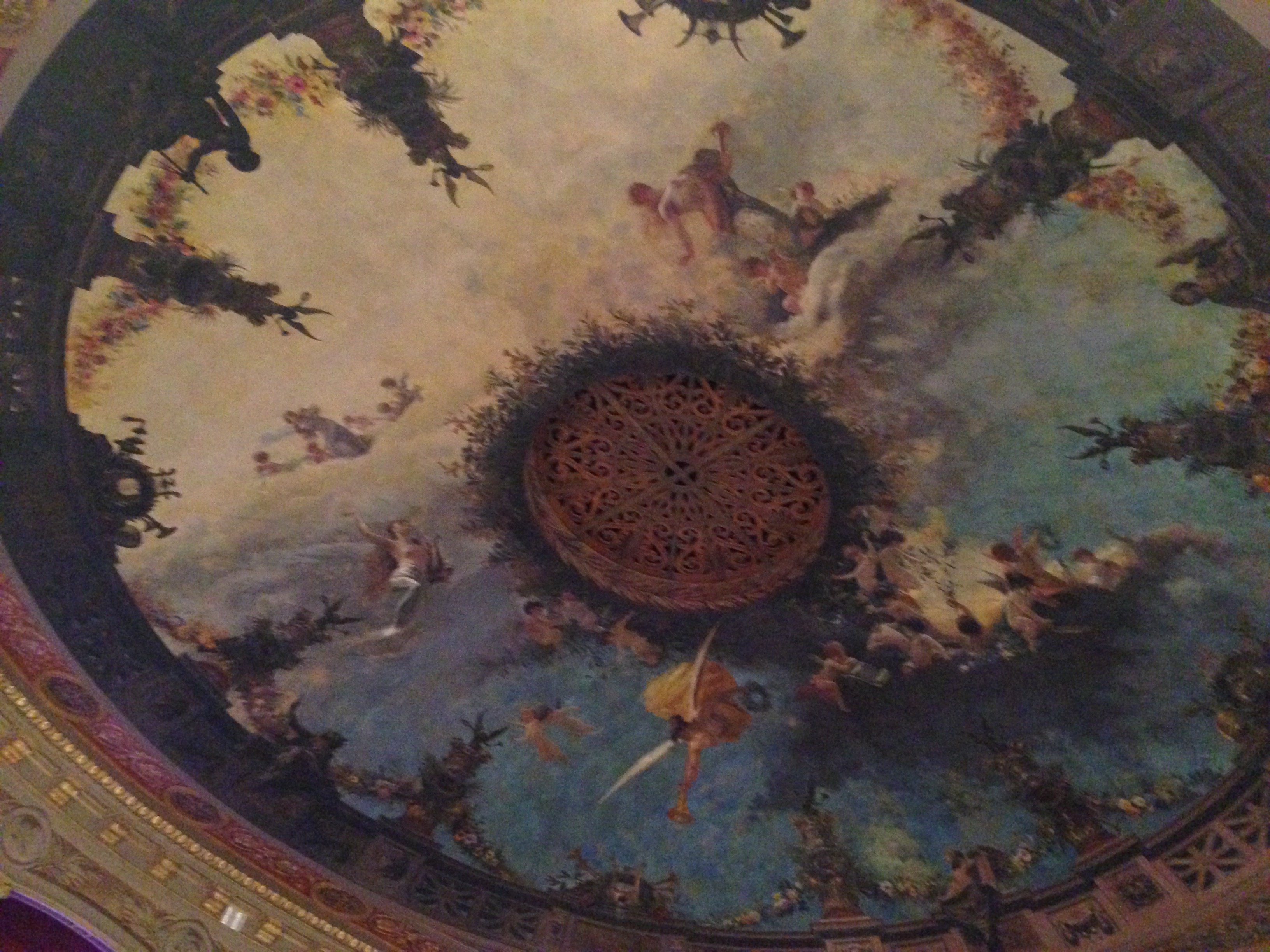
Décoration de plafond par Gustavo Mancinelli

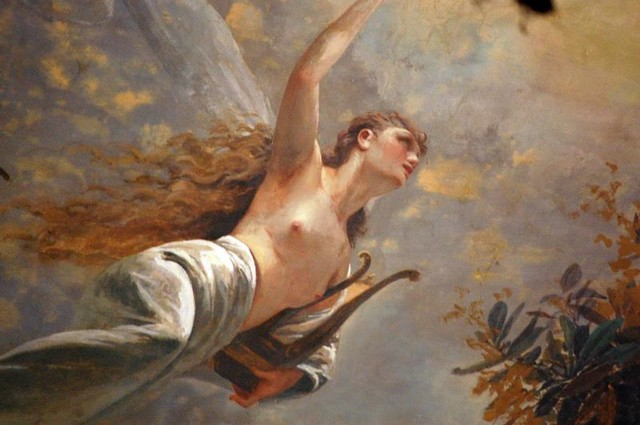
Une partie de la peinture Daphné dans un bois peuplé de nymphes que Gustavo Mancinelli a peint sur le plafond du théâtre (1895).

Le théâtre a une apparence imposante. L'entrée principale a un grand portique pour l'arrêt des carrosses. Les façades sont décorées de masques de théâtre et de symboles des muses. A l'intérieur, un grand hall donne accès à la direction, au vestiaire, à l'entrée des salles, au café et à gauche et à droite à l'escalier des loges. La salle principale pouvait accueillir 700 spectateurs sur trois étages de loges, la tribune avec des bancs et une grande scène, avec le foyer, des loges et un orchestre. Aujourd'hui, il y a des places pour 500 personnes.
Les peintures ont été réalisées par Giuseppe Mancinelli, comme la voûte centrale intitulée Daphné dans un bois peuplé de nymphes, les médaillons monochromes du vestibule et les parapets aux angelots. Les décorations picturales sont de Gustavo Mancinelli (fils de Giuseppe). Les frises en bois et en papier mâché sont de Giuseppe Nicolini.
L'ensemble du complexe de décorations a des références classiques, avec par exemple des médailles d'illustres personnages syracusains (entrée du théâtre).

## Galerie d'images

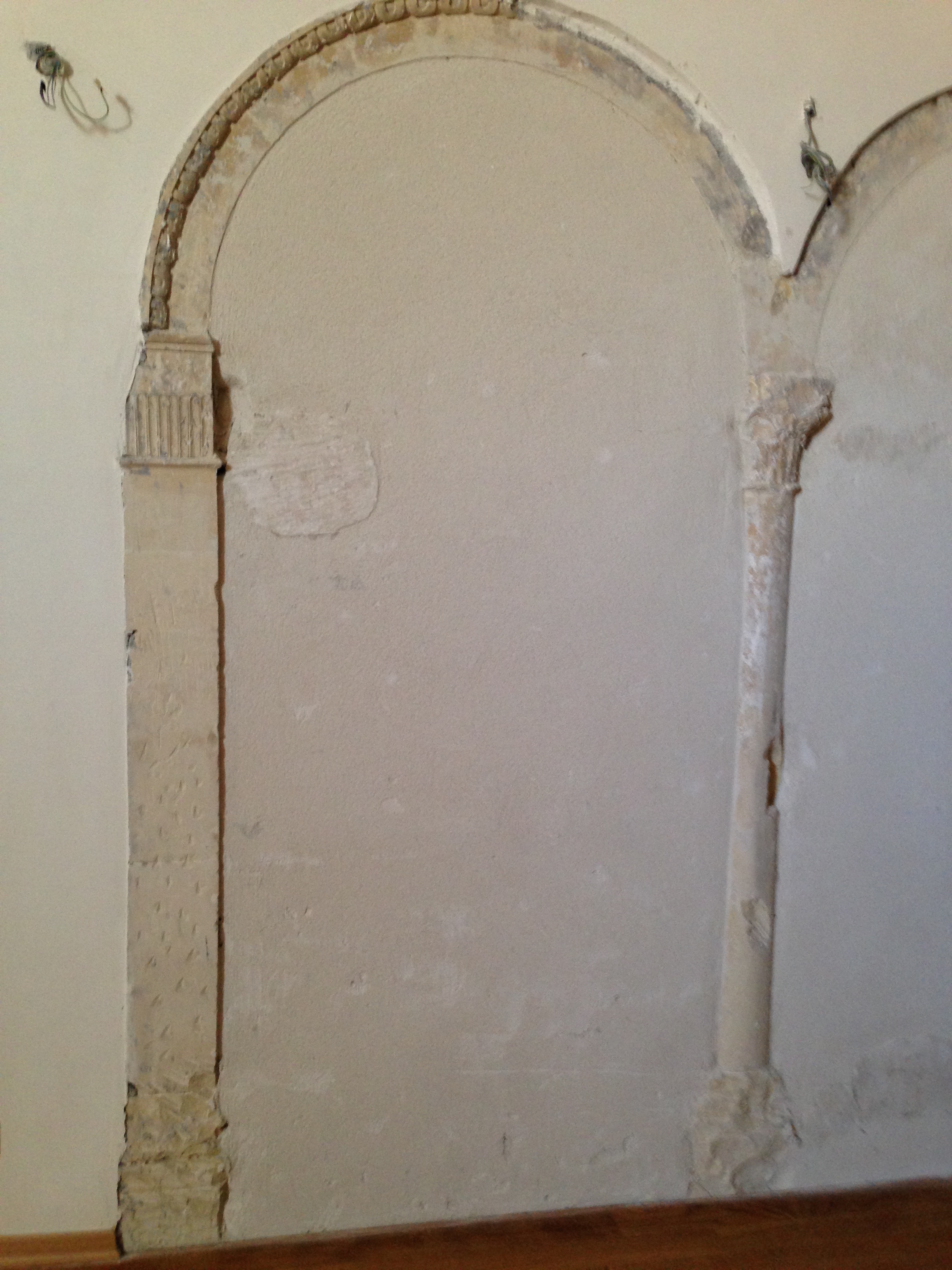
Ancienne structure réemployée
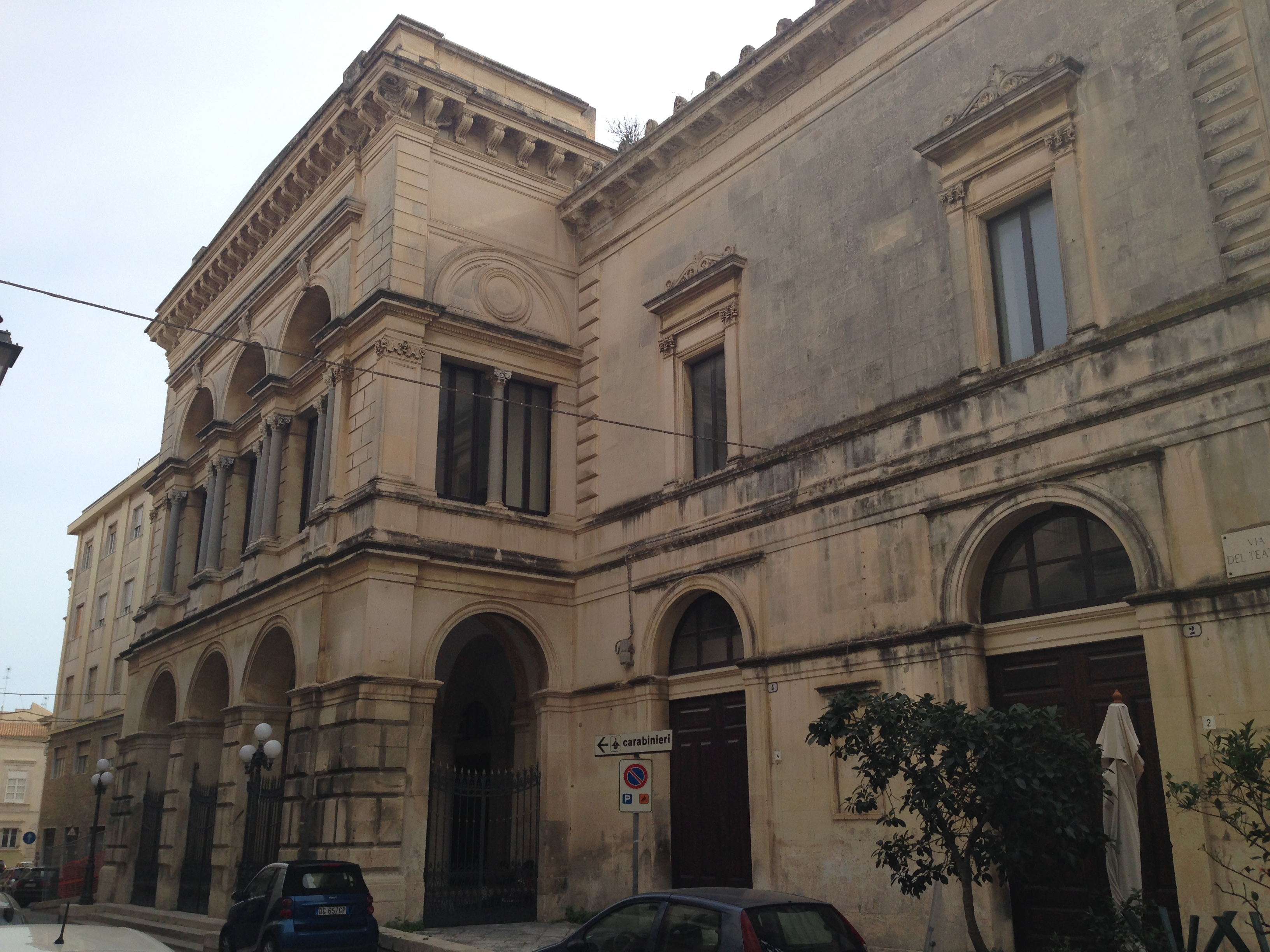
Façade
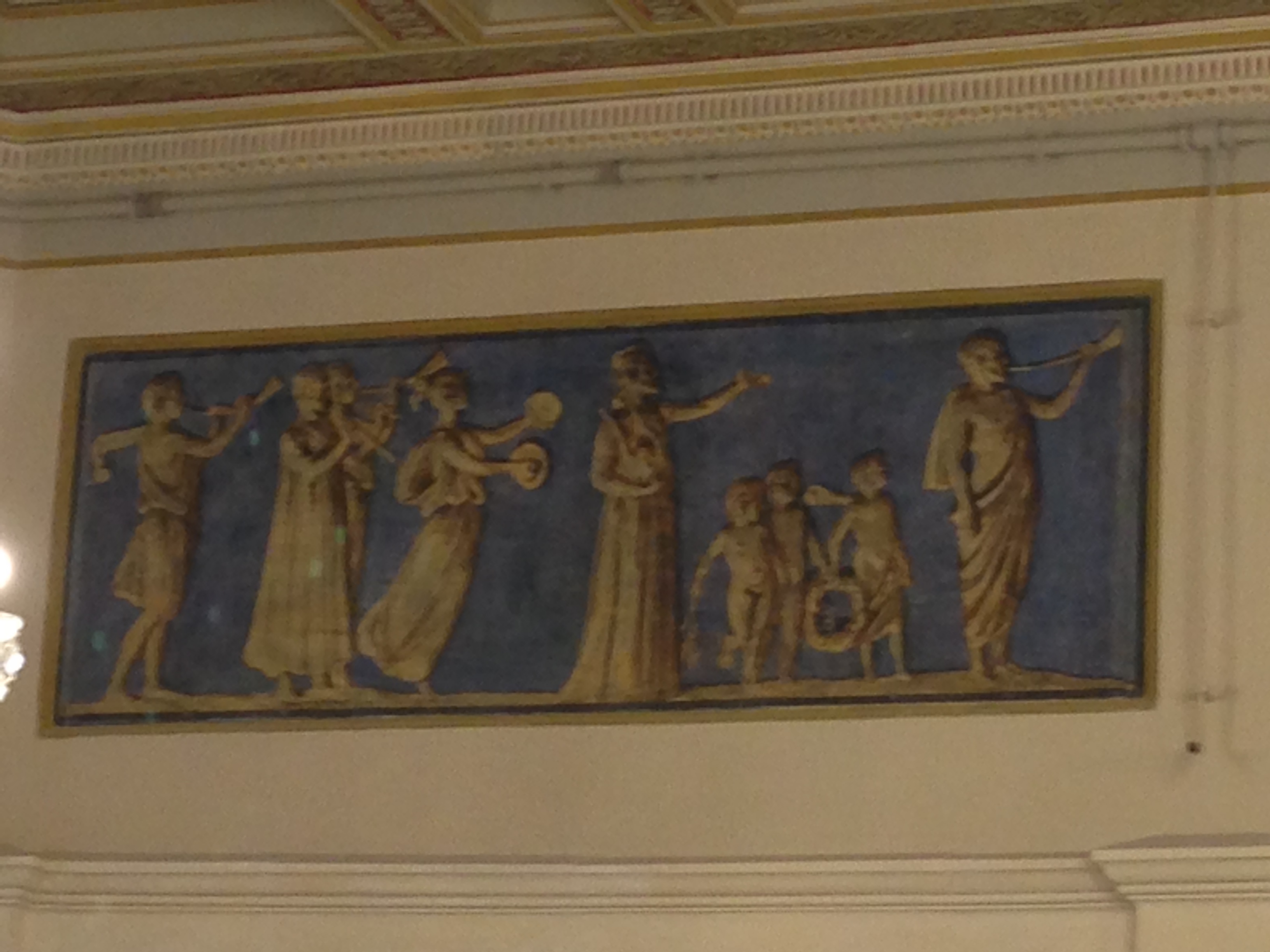
Frise hall d'entrée
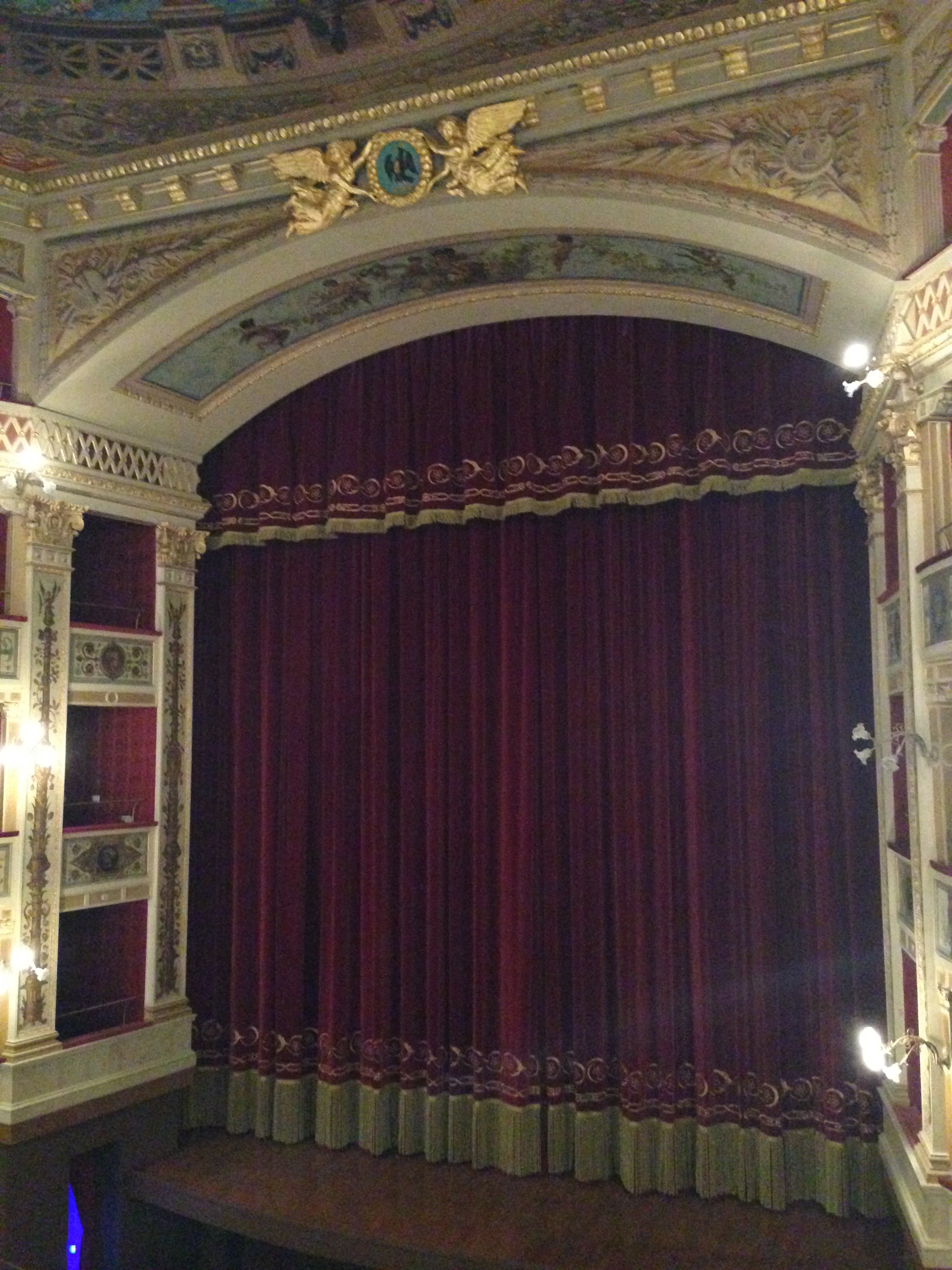
Rideau de scène
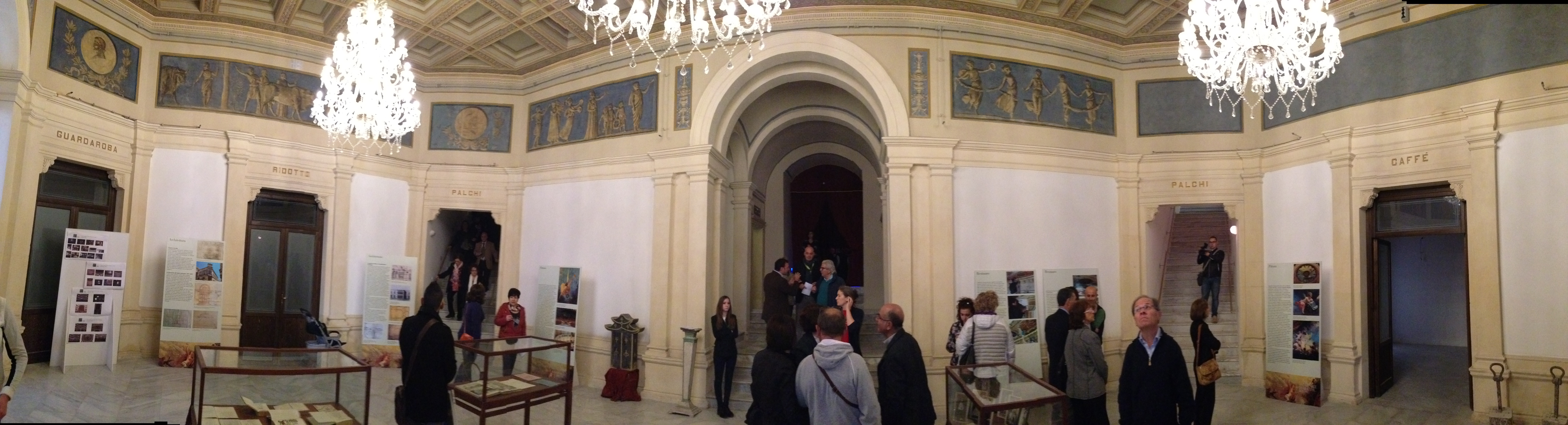
Entrée du théâtre